# Rosanna (single)
"Rosanna" is een nummer van de Amerikaanse rockgroep Toto. Het verscheen voor het eerst op het album Toto IV uit 1982. Op 31 maart dat jaar werd het nummer eerst op single uitgebracht in de Verenigde Staten en Canada. Op 16 april volgden Europa, Australië, Nieuw-Zeeland en Japan.

## Achtergrond
Het nummer werd geschreven door toetsenist David Paich en grotendeels gezongen door Steve Lukather. Gastmuzikanten waren onder andere James Pankow, trombonist van de band Chicago, en percussionist Lenny Castro die ook in de videoclip te zien was.
"Rosanna" werd een wereldwijde hit en stond in Toto's thuisland de Verenigde Staten  vijf weken achtereen op de 2e positie in de Billboard Hot 100. Toto won zelfs een Grammy met de plaat. In Canada werd de 4e positie bereikt, in Australië de 16e, Nieuw-Zeeland de 22e, Zuid-Afrika de 3e, Duitsland de 24e, Ierland de 11e en in het Verenigd Koninkrijk werd de 12e positie in de UK Singles Chart behaald.
In Nederland was de plaat op vrijdag 16 april 1982 Veronica Alarmschijf op Hilversum 3 en werd een grote hit in de destijds drie hitlijsten op de nationale publieke popzender. De plaat bereikte de 3e positie in de Nederlandse Top 40, de 6e positie in de Nationale Hitparade en de 4e positie in de TROS Top 50. In de pan Europese hitlijst op Hilversum 3, de TROS Europarade, werd de 20e positie bereikt.
In België bereikte de plaat de 20e positie in de voorloper van de Vlaamse Ultratop 50 en de 22e positie in de Vlaamse Radio 2 Top 30.
Sinds de allereerste editie in december 1999, staat de plaat onafgebroken genoteerd in de jaarlijkse NPO Radio 2 Top 2000 van de Nederlandse publieke radiozender NPO Radio 2, met als hoogste notering een 336e positie in 2001.

## Hitnoteringen

### Nederlandse Top 40
| "Rosanna" in de Nederlandse Top 40 - binnen: 24-04-1982 | "Rosanna" in de Nederlandse Top 40 - binnen: 24-04-1982 | "Rosanna" in de Nederlandse Top 40 - binnen: 24-04-1982 | "Rosanna" in de Nederlandse Top 40 - binnen: 24-04-1982 | "Rosanna" in de Nederlandse Top 40 - binnen: 24-04-1982 | "Rosanna" in de Nederlandse Top 40 - binnen: 24-04-1982 | "Rosanna" in de Nederlandse Top 40 - binnen: 24-04-1982 | "Rosanna" in de Nederlandse Top 40 - binnen: 24-04-1982 | "Rosanna" in de Nederlandse Top 40 - binnen: 24-04-1982 | "Rosanna" in de Nederlandse Top 40 - binnen: 24-04-1982 | "Rosanna" in de Nederlandse Top 40 - binnen: 24-04-1982 |
| Week                                                    | 1                                                       | 2                                                       | 3                                                       | 4                                                       | 5                                                       | 6                                                       | 7                                                       | 8                                                       | 9                                                       |                                                         |
| ------------------------------------------------------- | ------------------------------------------------------- | ------------------------------------------------------- | ------------------------------------------------------- | ------------------------------------------------------- | ------------------------------------------------------- | ------------------------------------------------------- | ------------------------------------------------------- | ------------------------------------------------------- | ------------------------------------------------------- | ------------------------------------------------------- |
| Nummer                                                  | 21                                                      | 12                                                      | 7                                                       | 6                                                       | 3                                                       | 3                                                       | 8                                                       | 19                                                      | 37                                                      | uit                                                     |

### Nationale Hitparade
Hitnotering: 01-05-1982 t/m 19-06-1982. Hoogste notering: #6 (1 week).

### TROS Top 50
Hitnotering: 22-04-1982 t/m 17-06-1982. Hoogste notering: #4 (1 week).

### TROS Europarade
Hitnotering: 13-06-1982 t/m 25-07-1982. Hoogste notering: #20 (1 week).

### NPO Radio 2 Top 2000
| Nummer met noteringen in de NPO Radio 2 Top 2000 | '99 | '00 | '01 | '02 | '03 | '04 | '05 | '06 | '07 | '08 | '09 | '10 | '11 | '12 | '13 | '14 | '15 | '16 | '17 | '18 | '19 | '20 | '21 | '22 | '23 | '24 |
| ------------------------------------------------ | --- | --- | --- | --- | --- | --- | --- | --- | --- | --- | --- | --- | --- | --- | --- | --- | --- | --- | --- | --- | --- | --- | --- | --- | --- | --- |
| Rosanna                                          | 476 | 492 | 336 | 424 | 444 | 501 | 484 | 550 | 682 | 528 | 807 | 818 | 779 | 851 | 695 | 794 | 787 | 779 | 790 | 511 | 526 | 571 | 589 | 522 | 618 | 623 |

1. ↑  Een vetgedrukt getal geeft de hoogste notering aan.